# مسجد الاحمدیه
مسجد الاحمدیه (عربی: جامع الأحمدية) که بنام مسجد میدان نیز شناخته می‌شود یکی از مساجد تاریخی قدیمی در بغداد می‌باشد که در سمت منطقه الرصافه و در قسمت شرقی میدان نزدیک مسجد المرادیه واقع شده‌است.

## تاریخچه
مسجد الاحمدیه را احمد پاشا الکتخذا معاون و جانشین سلیمان پاشای کبیر در سال ۱۲۱۱ هجری قمری برابر با ۱۷۹۶ میلادی، بنا کرد، به همین خاطر این مسجد به نام وی الاحمدیه نامیده شده‌است. هنوز ساختمان این مسجد تمام نشده بود که در سال ۱۲۱۰ هجری قمری احمد پاشا به قتل رسید، بعد از کشته شدن احمد پاشا برادر وی عبدالله بک به بغداد آمد و اینکار نیمه تمام را بعد از حدود یکسال به پایان رساند. علاوه بر این مدرسه الاحمدیه را نیز در همین زمان در کنار مسجد ساخت.

## معماری
مسجد الاحمدیه به جای مسجد القصر که در زمان عباسیان بنا شده بود ساخته شد و محل مسجد القصر را اشغال کرد. مساحت این مسجد حدوداً ۲۶۰۰ متر مربع است. این مسجد دارای یک میدان و فضای باز، یک محل نماز که بالاتر از سطح زمین قرار دارد و یک ایوان می‌باشد، در سمت چپ در داخل مسجد یک محل نماز تابستانی قرار دارد، همچنین بالای محل نمازخانه یک گنبد بلند به قطر ۱۱ متر قرار دارد که با کاشی‌های ملون کاشانی مزین شده‌است، در کنار این گنبد یک مناره خیلی بلند برای اذان گفتن قرار دارد که با سنگهای گرانبها ساخته شده‌است.

## موقعیت علمی
در کنار مسجد الاحمدیه مدرسه علمیه قرار دارد که مدرسه الاحمدیه نامیده می‌شود. در این مدرسه علمای مشهوری درس خوانده‌اند که در بغداد شهره عام و خاص می‌باشند، از کسانیکه در این مدرسه درس خوانده‌اند می‌توان از یحیی الوتری و بعد از او از پسرش محمود الوتری نام برد، این دو از خانواده مشهور الوتری در بغداد هستند، این خانواده یک مجلس علمی در مسجد خلفا در نزدیکی بازار الغزل دارند که بنام مجلس آل الوتری نامیده می‌شود، از علمای مشهور دیگر که در این مدرسه درس خوانده‌اند می‌توان از الشیخ عبدالعزیز بن احمد الشواف نام برد.

## آثار تاریخی
از آثار قدیمی دیگر که در مسجد به چشم می‌خورد می‌توان از نوشته‌های قدیمی آیات قرآن روی دیوار مسجد یاد کرد که بخط خطاط سفیان الوهبی نوشته شده‌است، سفیان الوهبی در سال ۱۲۶۶ هجری قمری برابر با ۱۸۵۰ میلادی درگذشت کرد و در تالار مسجد دفن گردید. آخرین بازسازی این مسجد در سال ۱۴۳۱ هجری قمری برابر با ۲۰۱۰ میلادی توسط اداره اوقاف اهل سنت در عراق صورت گرفته‌است.